# ريجنالد جاك
ريجنالد جاك (بالألمانية: Reginald Jacques)‏ هو موزع وملحن ألماني، ولد في 13 يناير 1894، وتوفي في 2 يونيو 1969.

## وصلات خارجية
- ريجنالد جاك على موقع ميوزك برينز (الإنجليزية)
- ريجنالد جاك على موقع أول ميوزيك (الإنجليزية)
- ريجنالد جاك على موقع ديسكوغز (الإنجليزية)